# Abbaye de Swineshead
L’abbaye de Swineshead est une ancienne abbaye cistercienne située dans la paroisse civile éponyme (dans le comté du Lincolnshire), en Angleterre. Elle est particulièrement peu connue, son histoire n'ayant été émaillée que de très peu de faits marquants relatés dans les chroniques médiévales. Comme la plupart des abbayes britanniques, elle a été fermée par Henry VIII à la fin de la campagne de dissolution des monastères. Elle a aujourd'hui totalement disparu.

## Situation
L'abbaye était située dans la région marécageuse des Fens, qu'elle a contribué, avec plusieurs autres maisons religieuses anglaises, à assainir, à drainer et à mettre en culture. Le monastère était localisé environ à un kilomètre à l'est de l'actuel bourg de Swineshead et à huit kilomètres à l'ouest de la petite ville de Boston.

## Histoire

### Fondation
L'abbaye est fondée à l'initiative de Robert de Gresley ainsi que de son fils Albert en 1135. C'est alors une des nombreuses abbayes anglaises de la congrégation de Savigny. Lorsque l'abbaye-mère rejoint en 1147 l'ordre cistercien, toute la congrégation suit et Swineshead devient une abbaye de la filiation de Clairvaux.

### L'abbaye au Moyen Âge
L'abbaye est très mal connue, paradoxalement parce qu'elle n'a connu presque aucun procès, et aucun d'importance. Pourtant son importance est attestée par la richesse de son ornement (notamment les cloches de son église, qui valaient encore près de trois cents livres sterling à la dissolution), ainsi que par le séjour de Jean Sans Terre à l'abbaye, juste après qu'il a perdu les joyaux de la Couronne durant la traversée catastrophique du Wash, durant laquelle il contracte la dysenterie qui l'emporte une semaine plus tard. Certains détracteurs des moines les accusent d'ailleurs d'avoir empoisonné le roi à cette occasion.

### Liste des abbés connus de Swineshead
Très peu d'abbés de cette abbaye sont connus, pour les raisons énoncées ci-dessus. Le plus célèbre, et de loin, est Gilbert de Hoyland, ami de Bernard de Clairvaux et d'Aelred de Rievaulx, proclamé saint par l'Église catholique (fêté le 17 octobre). Écrivain et poète, il poursuit l'œuvre de Bernard, et en particulier son commentaire sur le Cantique des Cantiques. Il quitte sa charge d'abbé de Swineshead en 1167, et retourne en France dans l'abbaye champenoise de Larrivour, où il meurt en 1172. Gilbert n'est pas le fondateur de l'abbaye, mais seulement le deuxième abbé ; le premier est inconnu. Sa nomination à Swineshead est généralement analysée comme une assurance de la bonne observance de la règle dans ce monastère.
- Gilbert de Hoyland (abbé de 1147 ou plus probablement 1150 à 1167) ;
- William, attesté en 1202 et en 1208 ;
- Robert Denton, attesté en 1203 ;
- Geoffrey, attesté en 1240 ;
- Lambert, attesté en 1298 ;
- John, élu en 1308, attesté en 1338 ;
- William, attesté en 1401;
- John Haddingham (ou Addingham), attesté en 1529 et lors de la dissolution[4].

### Dissolution du monastère
En 1536, comme l'immense majorité des monastères britanniques, à la suite de la rupture entre Henry VIII et l'Église catholique, l'abbaye de Swineshead est fermée lors de la campagne de dissolution des monastères. Restaient alors dix moines à l'abbaye, en plus de l'abbé. En 1607, une maison est construite à l'emplacement de l'ancienne abbaye, réutilisant bon nombre de pierres du monastère ; cette maison existe toujours et occupe un vaste parc qui recouvre les anciennes possessions monastiques.